# زالامدیش
زالامِدیِش (به مجاری:  Zalameggyes) یک شهرداری در مجارستان است که در وسپرم واقع شده‌است. زالامدیش ۲٫۵۶ کیلومتر مربع مساحت و ۵۸ نفر جمعیت دارد.